# Nördlicher Mull-Lemming
Der Nördliche Mull-Lemming (Ellobius talpinus) ist ein Nagetier in der Unterfamilie der Wühlmäuse, das in Eurasien vorkommt.

## Merkmale
Ausgewachsene Exemplare besitzen eine Kopf-Rumpf-Länge von 84 bis 115 mm, eine Schwanzlänge von 8 bis 21 mm und ein Gewicht von 24 bis 56 g. Wie bei anderen Gattungsmitgliedern hat der Körper eine walzenartige Form. Der Kopf ist durch kleine Augen, rudimentäre Ohren und eine scheibenförmige Nase gekennzeichnet. Der Nördliche Mull-Lemming hat allgemein ein graubraunes Fell, das in seinen Tönungen stark variieren kann. Oft ist der Kopf dunkler als der Rumpf und die Unterseite ist meist heller sowie mehr grau als die Oberseite. Der kurze Schwanz ist dicht mit steifen Haaren bedeckt. Von den acht Zitzen der Weibchen liegen vier auf dem Bauch und vier im Leistenbereich.

## Verbreitung
Das Verbreitungsgebiet reicht vom Südosten der Ukraine über das südliche Russland bis etwa Nowosibirsk und in die nördliche Hälfte Kasachstans. Östlich des Kaspischen Meeres erreicht die Art auch Turkmenistan, angrenzende Gebiete Irans und den Nordwesten Usbekistans. Die Grenze zum Verbreitungsgebiet des Zaisan-Mull-Lemming bildet der Fluss Amudarja. Der Nördliche Mull-Lemming lebt in Steppen. In heißen Sommermonaten wandern einige Tiere in kühlere Birkenwälder.

## Lebensweise

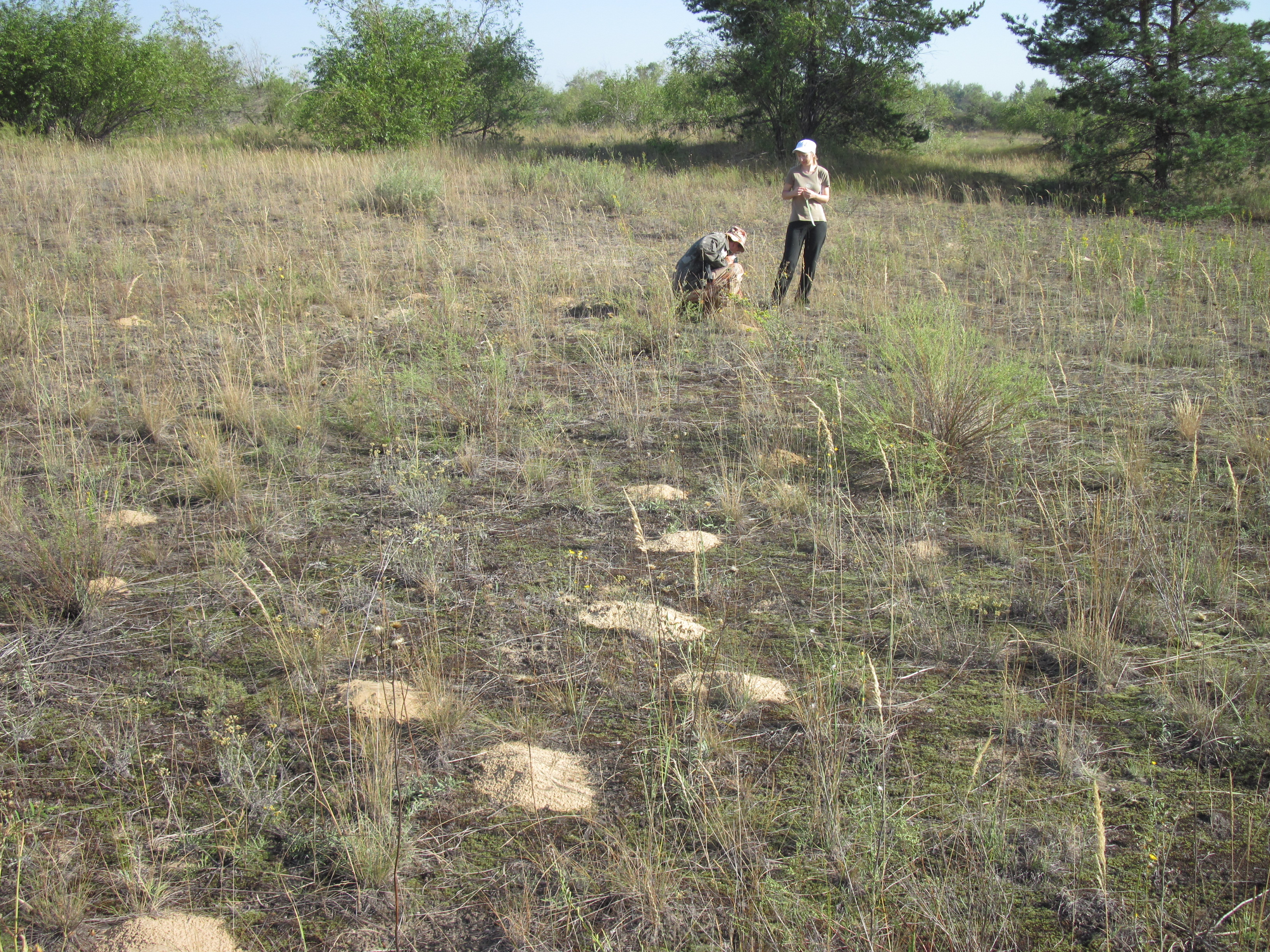
Erdhügel zeigen die Ausgänge eines Baus an.

Diese Wühlmaus lebt in größeren Gruppen aus 10 bis 20 Exemplaren, die komplexe Tunnelsysteme graben. Die zentrale Nestkammer liegt im nördlichen Verbreitungsgebiet meist vier Meter unter der Erdoberfläche. In Turkmenistan liegt die Höhle auf 40 bis 60 Zentimeter Tiefe. Ähnlich wie beim Nacktmull wird die Kolonie aus einem fortpflanzungsfähigen Weibchen, mehreren anderen erwachsenen Tieren und den Jungtieren gebildet.
Der Nördliche Mull-Lemming verlässt seinen Bau selten und nutzt zur Futtersuche Gänge, die 15 bis 20 Zentimeter unter dem Grund liegen. Er ernährt sich von Knollen, von Zwiebeln und von Wurzeln. Das Gewicht des täglichen Futters liegt oft etwas über dem Eigengewicht eines Exemplars. Vorräte werden nicht angelegt.
Die Art ist gewöhnlich zu allen Tageszeiten aktiv mit einem Aktivitätsmaximum am Morgen sowie am Abend. An kalten Wintertagen oder heißen Sommertagen können die Individuen zeitweilig lethargisch sein. Beim Graben der Gänge arbeiten meist zwei oder mehrere Exemplare zusammen. Das erste Tier löst die Erde mit seinen Schneidezähnen und das zweite Tier wirft das Material aus dem Eingangsloch. Dabei entstehen ovale Erdhügel, die 13 bis 68 Zentimeter lang, 10 bis 38 Zentimeter breit und bis zu 10 Zentimeter hoch sind.
Die Fortpflanzungszeit beginnt im Spätwinter und im Zeitraum Februar/März werden die meisten Nachkommen geboren. Gewöhnlich kommen zwei Würfe pro Jahr vor, doch bis zu vier Würfe sind möglich. Nach durchschnittlich 30 Tagen Trächtigkeit werden bis zu sieben Nachkommen geboren (meist drei bis fünf). Diese wiegen anfänglich etwa drei Gramm, sind nackt und blind. Sie öffnen ihre Augen nach 21 bis 28 Tagen und beginnen nach 20 bis 25 Tagen mit fester Nahrung. Die Jungtiere wandern, wenn sie das Nest der Eltern verlassen, etwa 800 Meter. Weibchen die zeitig im Frühjahr geboren werden, können noch sich noch im selben Jahr erfolgreich paaren. Die meisten Exemplare sind zum Ende des ersten Winters geschlechtsreif. Die durchschnittliche Lebensdauer beträgt zwei Jahre.

## Bedrohung
Die Umwandlung der Steppe in Kulturlandschaften wirkt sich in begrenzten Gebieten negativ auf den Bestand aus. Im westlichen Teil des Verbreitungsgebiets sind die Populationen weit verstreut. In Russland und in Kasachstan kommt der Nördliche Mull-Lemming so häufig vor, dass er als Landwirtschaftsschädling betrachtet wird. Die Art wird von der IUCN las „nicht gefährdet“ (least concern) gelistet.